# Empty Socks
Empty Socks é um curta-metragem de animação produzido nos Estados Unidos, dirigido por Ub Iwerks e Walt Disney e lançado em 1927. É considerado filme perdido.